# Liste der Naturdenkmale im Landkreis Elbe-Elster
Die Liste der Naturdenkmale im Landkreis Elbe-Elster enthält alle Bäume, welche als Naturdenkmal im Landkreis Elbe-Elster durch Rechtsverordnung geschützt sind. Naturdenkmäler sind Einzelschöpfungen der Natur, deren Erhaltung wegen ihrer hervorragenden Schönheit, Seltenheit oder Eigenart oder ihrer ökologischen, wissenschaftlichen, geschichtlichen, volks- oder heimatkundlichen Bedeutung im öffentlichen Interesse liegt. Grundlage ist die Veröffentlichung des Landkreises Elbe-Elster. Im Landkreis sind 253 Einzelbäume, 13 Baumgruppen und 4 Alleen als Naturdenkmale ausgewiesen.

## Naturdenkmallisten
Die Liste der Naturdenkmale im Landkreis ist in diese Teillisten geteilt.
| Kommune/Amt                       | Liste                                                        |
| --------------------------------- | ------------------------------------------------------------ |
| Bad Liebenwerda                   | Liste der Naturdenkmale in Bad Liebenwerda                   |
| Doberlug-Kirchhain                | Liste der Naturdenkmale in Doberlug-Kirchhain                |
| Elsterwerda                       | Liste der Naturdenkmale in Elsterwerda                       |
| Falkenberg/Elster                 | Liste der Naturdenkmale in Falkenberg/Elster                 |
| Finsterwalde                      | Liste der Naturdenkmale in Finsterwalde                      |
| Herzberg (Elster)                 | Liste der Naturdenkmale in Herzberg (Elster)                 |
| Mühlberg/Elbe                     | Liste der Naturdenkmale in Mühlberg/Elbe                     |
| Röderland                         | Liste der Naturdenkmale in Röderland                         |
| Schönewalde                       | Liste der Naturdenkmale in Schönewalde                       |
| Sonnewalde                        | Liste der Naturdenkmale in Sonnewalde                        |
| Uebigau-Wahrenbrück               | Liste der Naturdenkmale in Uebigau-Wahrenbrück               |
| Amt Elsterland                    | Liste der Naturdenkmale im Amt Elsterland                    |
| Amt Kleine Elster (Niederlausitz) | Liste der Naturdenkmale im Amt Kleine Elster (Niederlausitz) |
| Amt Plessa                        | Liste der Naturdenkmale im Amt Plessa                        |
| Amt Schlieben                     | Liste der Naturdenkmale im Amt Schlieben                     |
| Amt Schradenland                  | Liste der Naturdenkmale im Amt Schradenland                  |